# Anguillara Sabazia
Anguillara Sabazia é uma comuna italiana da região do Lácio, província de Roma, com cerca de 14.067 (Cens. 2001) habitantes. Estende-se por uma área de 74,91 km², tendo uma densidade populacional de 188 hab/km². Faz fronteira com Bracciano, Campagnano di Roma, Cerveteri, Fiumicino, Roma, Trevignano Romano.

## Demografia
| Variação demográfica do município entre 1861 e 2011                               |
|                                                                                   |
| Fonte: Istituto Nazionale di Statistica (ISTAT) - Elaboração gráfica da Wikipedia |